# Обиколка
Обиколка е дължината (периметърът) на затворена крива.

## Обиколка на кръг
Обиколката на кръг може да се изрази посредством неговия диаметър, използвайки формулата:
{\displaystyle c=\pi d}
Използвайки радиуса:
{\displaystyle c=2\pi r}
Където r е радиусът, d е диаметърът на кръга, а π (пи) е константата 3,141 592 6...

## Елипса
Обиколката на елипса не може да бъде изразена с проста функция. Точното решение е безкрайна прогресия. Добро приближение е формулата на Рамануджан:
{\displaystyle c\approx \pi (3(a+b)-{\sqrt {(3a+b)(a+3b)}})}
където {\displaystyle a} и {\displaystyle b} са съответно голямата и малката полуоси. Двете полуоси зависят от ексцентрицитета посредством формулата:
{\displaystyle b=a{\sqrt {1-e^{2}}}}
Обиколката може да бъде записана и като:
{\displaystyle c\approx \pi a(3(1+{\sqrt {1-e^{2}}})-{\sqrt {(3+{\sqrt {1-e^{2}}})(1+3{\sqrt {1-e^{2}}})}})=\pi a(3(1+{\sqrt {1-e^{2}}})-{\sqrt {3(2-e^{2})+10{\sqrt {1-e^{2}}}}})}